# Кальдерон Соль, Армандо
Армандо Кальдерон Соль (исп. Armando Calderón Sol; 24 июня 1948, Сан-Сальвадор — 9 октября 2017, Хьюстон) — сальвадорский юрист, политик и государственный деятель, президент Сальвадора в 1994—1999 годах. Праворадикальный активист периода гражданской войны, видный деятель партии Националистический республиканский альянс (ARENA). Сподвижник Роберто д’Обюссона, преемник Альфредо Кристиани. Проводил неолиберальную политику на президентском посту.

## Происхождение
Родился в семье известного юриста. Хосе Томас Кальдерон — дед Армандо Кальдерона Соля — был генералом сальвадорской армии и министром внутренних дел при диктаторском режиме Максимилиано Эрнандеса Мартинеса. В 1932 он руководил жестоким подавлением коммунистического восстания. Армандо Кальдерон Нуила — отец Армандо Кальдерона Соля — был адвокатом и юрисконсультом лидера сальвадорских ультраправых майора Роберто д’Обюссона.
Семья приобрела в собственность кофейную плантацию, но утратила её в результате аграрной реформы Революционной правительственной хунты в начале 1980-х. В 1977 году Армандо Кальдерон Соль окончил факультет юридических и социальных наук Сальвадорского университета. Занимался частной адвокатской практикой.

## Юрист MNS
С ранней юности Армандо Кальдерон Соль проникся правым антикоммунистическим мировоззрением. В 1979 году он негативно воспринял приход к власти Революционной правящей хунты и её программу реформ. Кальдерон Соль стал одним из основателей ультраправой организации Сальвадорское националистическое движение (Movimiento Nacionalista Salvadoreño, MNS). В этой группе объединились молодые предприниматели, землевладельцы и юристы во главе с Альфредо Мена Лагосом. Среди членов организации был Эрнесто Панама Сандоваль, впоследствии известный писатель. Поддержку MNS оказывал крупный агробизнесмен Рикардо Вальдивьесо.
Члены MNS приносили клятву беспощадной борьбы с коммунизмом, практиковали ритуалы, основанные на неофашистской эстетике. Организация установила связь с Роберто д’Обюссоном, присоединилась к эскадронам смерти и участвовала в актах политического насилия.
Роберто д’Обюссон очень доброжелательно относился к Кальдерону Солю, называл его Армандито. При этом Кальдерон Соль представлял «мягкую линию» в ультраправом сообществе. Считается, что он не участвовал в силовых акциях MNS, занимаясь лишь юридическим обеспечением организации. Однако совещания «эскадронов» — в том числе те, на которых принимались самые жёсткие решения — проводились в присутствии Кальдерона Соля, а иногда в его доме. Кроме того, видный соратник д’Обюссона лейтенант Исидро Лопес Сибриан утверждал, что Кальдерон Соль участвовал в подрыве здания министерства сельского хозяйства — в знак протеста против аграрной реформы, проводимой правящей хунтой и лично христианским демократом Хосе Антонио Моралесом Эрлихом.

## Политик ARENA
В период гражданской войны Армандо Кальдерон Соль поддерживал майора д’Обюссона. В 1981 году Кальдерон Соль стал одним из учредителей партии Националистический республиканский альянс (ARENA). Курировал в партии правовые вопросы, консультировал д’Обюссона, являлся его личным секретарём. Занимал самую жёсткую позицию в отношении марксистского повстанческого движения ФНОФМ. Но, несмотря на видное положение в руководстве ARENA, Армандо Кальдерон Соль не имел отношения к терактам «эскадронов смерти». Его участие в войне было политическим.
На выборах 1985 года Кальдерон Соль был избран в парламент Сальвадора как представитель ARENA. В 1988 году избран алькальдом (мэром) Сан-Сальвадора. При голосовании он одержал победу над кандидатом Христианско-демократической партии Хосе Алехандро Дуарте — сыном президента Хосе Наполеона Дуарте. Вновь победил на выборах алькальда в 1991 году, занимал пост до 1994 года. Поддерживал политику президента Альфредо Кристиани, воспринимался как «неформальный вице-президент».
Армандо Кальдерон Соль играл важную роль в мирных переговорах с ФНОФМ об урегулировании военного конфликта в Сальвадоре. Его позиция отличалась декларативной жёсткостью, в духе майора д’Обюссона — и это позволяло президенту Кристиани «играть на контрасте», проводить более компромиссную линию. В итоге переговоры завершились успешно, соглашение было достигнуто.
На выборах 1994 года партия ARENA выдвинула Армандо Кальдерона Соля в президенты Сальвадора. Его риторика была выдержана в гораздо более резкой тональности, нежели у Кристиани. Это вызывало опасения возврата ARENA к жёсткому курсу времён д’Обюссона, гражданской войны и «эскадронов смерти». Американская администрация Билла Клинтона по этой причине дистанцировалась от Кальдерона Соля. Однако он одержал убедительную победу над кандидатом левой коалиции Рубеном Заморой: за Кальдерона Соля проголосовали 49 % избирателей в первом туре и более 68 % во втором; за Замору — 25 % и менее 32 %.

## Президент Сальвадора
Армандо Кальдерон Соль стал в Сальвадоре первым главой государства, избранным после гражданской войны. В своей инаугурационной речи 1 июня 1994 он сделал акцент на национальное примирение и совместную работу в общенациональных интересах, против нагнетания напряжённости и экстремизма. В то же время Кальдерон Соль «отдавал эмоциональную дань» памяти д’Обюссона — например, выступая за сохранение старого партийного гимна. Американские политики и эксперты вспоминали об участии нового президента в MNS и выражали опасения в этой связи.
В экономической политике Армандо Кальдерон Соль продолжал неолиберальный курс. Была приватизирована телефонная госкомпания ANTEL, энергетические службы, пенсионные фонды. Соглашения с парламентской оппозицией, прежде всего с левым ФНОФМ (исторический противник ARENA) позволили стабилизировать финансовую систему. Улучшилась собираемость налогов, инфляция снизилась до 1%-ного показателя, усилилась конкурентоспособность сальвадорской текстильной промышленности, привлекались иностранные инвестиции. Важную роль в проведении этой политики играла сестра президента Милена Кальдерон Соль де Эскалон, возглавлявшая парламентский комитет по финансам. Председателем президентской Комиссии по модернизации госслужбы являлся в период реформ Альфредо Мена Лагос.
Экономика Сальвадора в период президентства Кальдерона Соля считалась самой здоровой в Центральной Америке. При этом проводилась активная социальная политика — была создана система профессионально-технического обучения, усилено медицинское обслуживание и начальное образование.
В соответствии с мирными соглашениями, проводилась реформа судебной системы и полицейской службы. Во главе Национальной гражданской полиции был поставлен энергичный активист ARENA Родриго Авила. Были приняты жёсткие меры подавления уличной и организованной преступности. Особое внимание уделялось изъятию оружия — вооружённость гражданского населения рассматривалось как недопустимый пережиток гражданской войны. В то же время Кальдерон Соль был противником применения смертной казни и с трудом согласился на её частичное восстановление за особо тяжкие преступления.
Кальдерон Соль активно способствовал трудоустройству бывших партизан гражданской войны, вовлечению их в социальную структуру и общественную жизнь Сальвадора. Ему удалось наладить деловое взаимодействие с партийным руководством и парламентской фракцией ФНОФМ — недавними военными противниками. Особенно тесное сотрудничество наблюдалось между Кальдероном Солем и партизанским командиром Хоакином Вильялобосом. Именно с помощью Вильялобоса и его сторонников президенту удалось провести через парламент спорное решение о повышении НДС с 10 % до 13 % (против которого выступали многие члены правящей партии). Наблюдатели отмечали, что жёсткость Кальдерона Соля в политических декларациях сочеталась с гибкостью в практической политике.
Парадоксально, но именно с таким открытым противником представители ФНОФМ могли идти на компромиссы, сохраняя политическое лицо — никто не подозревал ни одну из сторон в закулисном сговоре. Вопреки опасениям, результатом президентства Кальдерона Соля стало укрепление мирных договорённостей и стабилизация политической системы.
Внешняя политика Кальдерона Соля была ориентирована на интеграцию стран Центральной Америки. Укрепились и отношения с США — визит Билла Клинтона в 1999 году стал первым посещением Сальвадора американским президентом после Линдона Джонсона в 1968 году. В Сальвадоре побывали также Папа Римский Иоанн Павел II, премьер-министр Испании Хосе Мария Аснар, наследный принц и будущий король Испании Филипп VI, президент Китайской Республики Ли Дэнхуэй.
Отдельным направлением политики Кальдерона Соля являлись преобразования в своей партии. Имидж «обычного представителя среднего класса», характерный для президента, позволил преодолеть жёсткие ассоциации прежних лет, расширить популярность ARENA.
На президентских выборах 1999 года победу вновь одержал кандидат ARENA Франсиско Флорес. Он дистанцировал партию от правительственных решений, хотя его близкой советницей являлась Милена Кальдерон Соль де Эскалон. Армандо Кальдерон Соль констатировал разногласия со своим преемником и при этом выразил благодарность партнёрам из ФНОФМ, особенно «диссидентам» Вильялобоса.

## Семья и личность
Оставив президентский пост, Армандо Кальдерон Соль являлся депутатом Центральноамериканского парламента, почётным председателем ARENA и главой Союза латиноамериканских партий — объединения 18 правоцентристских и консервативных партий Американского континента, состоящего в Международном демократическом союзе.
Армандо Кальдерон Соль был женат, имел трёх сыновей. Его жена Элизабет Агирре де Кальдерон в качестве первой леди Сальвадора была известна благотворительными и социальными программами. Старшая сестра Милена Кальдерон Соль де Эскалон — крупный политик ARENA, в 1995—2000 годах — вице-председатель партии по оргвопросам, депутат сальвадорского парламента с 1991 по 2018 год. В 2018 году она была избрана алькальдом Санта-Аны.
Скончался Армандо Кальдерон Соль от тяжёлой болезни в возрасте 69 лет. В некрологах и комментариях отмечались такие черты его характера, как честность, твёрдость, компетентность, весёлый нрав, доброта и гостеприимство.